# Catherine, un solo impossibile amore
Catherine, un solo impossibile amore (Catherine, il suffit d'un amour) è un film del 1969 diretto da Bernard Borderie e tratto dalla serie di romanzi Catherine di Juliette Benzoni.

## Trama
Parigi, 1419: la città, assediata da Filippo, duca di Borgogna, sta per capitolare. Michel de Montsalvy, comandante degli Armagnacchi cerca disperatamente di resistere ma a causa di una rivolta popolare viene trucidato insieme ai suoi uomini. Catherine, sconvolta per la morte di Michel, si ribella al duca e viene per questo arrestata e condotta alla presenza del duca. L'uomo rimane colpito dalla bellezza e dall'orgoglio della donna e le concede un salvacondotto che le permette di lasciare la città. Catherine raggiunge così Arnaud, amico di Michel e giovane del quale è innamorata, il quale si è rifugiato nella foresta insieme ad alcuni uomini. Non fidandosi pienamente della ragazza, Arnaud la incarica di convincere il duca ad effettuare una battuta di caccia nella foresta in modo tale da portelo così catturare.
Scoperti i piani della ragazza, Garin la minaccia di rivelare tutto al duca se essa non gli si concederà. Nel frattempo il duca ha deciso di far sposare Catherine con Garin, riservandosi però il diritto allo ius primae noctis. Durante la notte delle nozze, Arnaud rientra a Parigi con i suoi uomini e violenta Catherine dopodiché viene circondato dalle guardie del duca. Catherine, in cambio della liberazione di Arnaud e dei suoi compagni, accetta di sottomettersi al volere del duca.

## Produzione
Bernard Borderie, regista della saga di Angelica, pensava di aver trovato nei romanzi di Juliette Benzoni un nuovo progetto a cui dedicarsi ma rinunciò a portare sullo schermo tutta la serie per motivi di salute ma soprattutto per il poco successo ottenuto da questo film.